# リンクスインターナショナル
株式会社リンクスインターナショナルは、PCパーツ・パソコン関連製品の代理店事業を行っている企業。マザーボード、グラフィックスカード、メモリー、SSD、PCケース、PC電源やAPPLE周辺機器を主な販売製品としている。

## 概要
1999年10月設立。所在地は東京都千代田区外神田6-15-11 日東ビル2F。
以下のメーカーの正規代理店である。また、オリジナル商品の企画・製造・販売も手がけている。
- ANTEC
- CORSAIR
- ENERMAX
- EVOUNI
- GALAXY (GALAXY Microsystems)
- GIGAZONE
- LEPA Technology Corporation
- Oregon
- PLDS
- Radiation-watch
- TWC (The Wand Company)
- XFX

## 参考
1. ↑  “会社概要 コンピュータ関連製品の代理店事業  株式会社リンクスインターナショナル”. 2014年11月27日閲覧。
2. ↑  “取扱ブランド コンピュータ関連製品の代理店事業  株式会社リンクスインターナショナル”. 2014年11月27日閲覧。